# Dido Kvaternik

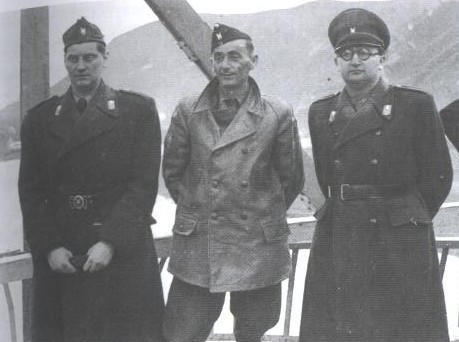
Kvaternik avec Jure Francetić et le Ministre des affaires étrangères Mladen Lorković (de gauche à droite) sur un pont sur la Drina, l'ancienne frontière avec la Serbie (Zvornik, avril ou mai 1942.

Eugen Dido Kvaternik (29 mars 1910 – 10 mars 1962) est un militaire croate oustachi et le chef de la sécurité intérieure de l'État indépendant de Croatie.

## Biographie
Eugen Dido Kvaternik est le fils de Slavko Kvaternik, général dans l'armée de l'État indépendant de Croatie et membre des Oustachis, et d'Olga Frank, fille de Josip Frank, un Juif converti au catholicisme.
Il est l'adjoint d'Ante Pavelić pendant les premières années des Oustachis, ce qui lui vaut d'être jugé par contumace aux procès de l'assassinat du roi Alexandre Ier et de Louis Barthou en 1935-1936. En effet, ils sont alors protégés par l'Italie fasciste qui refuse de les extrader. Les meneurs des Oustachis sont finalement condamnés à mort en février 1936.
Sous le régime du NDH, il organise la terreur contre les Serbes de Croatie, les Juifs, les gitans et les autres « ennemis de l'Etat ». Il dirige notamment la répression contre les soulèvements de paysans serbes lors de la mise en place du NDH en avril 1941, dont le massacre de Gudovac qui fait 190 victimes. En 1943, après un conflit avec Ante Pavelić, le dirigeant du NDH, il s'exile en Slovaquie avec son père, jusque-là ministre des forces armées. Après la guerre, il s'installe en Argentine avec l'aide des réseaux d'exfiltration de l'Eglise catholique. Il mène plusieurs actions contre Josip Broz Tito. Il réorganise les Oustachis et continue à écrire. Plusieurs demandes d'extradition faites par la Yougoslavie sont refusées, et Kvaternik n'est jamais jugé. Dido Kvaternik meurt lors d'un accident de voiture à Río Cuarto en Argentine en 1962.